# البحث عن نيمو
البحث عن نيمو (بالإنجليزية: Finding Nemo)‏ هو فيلم رسوم متحركة من إنتاج شركة بيكسار ومن توزيع أفلام والت ديزني عام 2003. الفيلم من تأليف وإخراج أندرو ستانتون وحصل الفيلم على جائزة أوسكار لأفضل فيلم صور متحركة عام 2003.

## قصة الفيلم
يناقش الفيلم قضية هوس الحماية المفرطة (over protective) التي قد يضعها الاباء على الأبناء في سبيل حمايتهم وكيف تؤدى الحماية المفرطة إلى نتيجة مختلفة تماما عما هو متوقع.
القصة عن سمكتين (من نوع كلون أو المهرج) تعيشان في المحيط الهادئ وبعد وضع الأنثى للبيوض تهاجم من قبل سمكة البينارا فتموت ويرعى الأب «مرهف» البيضة الوحيدة المتبقية ويسميها «نيمو» بناء لرغبة الأم «مرجانة».
يحاول «مرهف» حماية ابنه من الخطر بهوس زائد عن الحد فيتمرد نيمو ويذهب ناحية قارب لقوم بتبين شجاعتة لأبوه ويقع في يد غواص ياخذه إلى أستراليا في سيدنى فيبدأ مرهف رحلة عبر المحيط لإيجاده مع سمكة تعاني من فقدان ذاكرة مؤقت! اسمها «دوري» في حين يحاول الابن الخروج من حوض الأسماك الذي وضعه فيه دكتور أسنان وبمساعدة بعض الأصدقاء لنيمو في الخروج من الحوض وبالفعل ينجحو ويعود الابن لأبوه.
للفيلم نظرة فلسفية بغض النظر عن كونه رسوم متحركة وهي جملة الأب مرهف لابنه (لن ادع أي شيء يحدث لك) _برر المخرج ذلك التصرف في أول الفيلم _ ومعناها الذي قد يشمل كلا من (لن ادع أي شيء سيئ أو جيد يحدث لك)مما يجعل حياة الابن سجنا تحت تاثير خبرات ابيه السابقة المحدودة أو الخاطئة ويصبح الابن نسخة من أبيه وهذا ماقلته له «دورى» حين عبرت عن كل هذا بجمله (هذا شيء مثير للشفقه أنت لا تستطيع أن لا تجعل شيء يحدث له وبعد ذلك لن يحدث له أي شيء) أن محاولات الأب لمنع الابن من الوقوع الخطاء بطريقة غير صحيحة يسبب وجود مشكلة أكبر.
حيث يتمرد نيمو على تعليمات والده في أول يوم له بالمدرسة ويحاول أن ينال إعجاب أصدقاءه الصغار بمحاولته لمس يخت يطفو على البحر يحاول الأب منعه الاأن نيمو يلمس اليخت أخيرا وحين يهم بالعودة يعترض طريقه غواص ويأخذه معه لليخت في شبكة صغيرة وتبدأ بعدها رحلة مارلين بالبحث عن نيمو.

## الشخصيات
- مرهف (Marlin مارلن)
  - مؤدي الصوت: ألبيرت بروكس
  - المدبلج المصري: محمود اللوزي
  - المدبلج اللبناني: فؤاد شمص
- نيمو (Nemo)
  - مؤدي الصوت: الكسندر جولد
  - المدبلج المصري: ناجي عصام
  - المدبلج اللبناني: هادي بيضون
- ضوري (Dory دوري)
  - مؤدية الصوت: إلين دي جينيريس
  - المدبلجة المصرية: عبلة كامل
  - المدبلجة اللبنانية: أسمهان بيطار
- جل (Gill)
  - مؤدي الصوت: ويليم دافو
  - المدبلج المصري: خالد صالح
  - المدبلج اللبناني: سمير معلوف
- مدخن (bloat بلوت)
  - مؤدي الصوت: براد غاريت
  - المدبلج المصري: محسن حلمي
  - المدبلج اللبناني:
- خوخة (Peach بيتش)
  - مؤدي الصوت: أليسون جاني
  - المدبلجة المصرية: زينب مبارك
  - المدبلجة اللبنانية: جيهان الملا
- قرقر (Gurgle)
  - مؤدي الصوت: أوستن بيندلتون
  - المدبلج المصري: شهاب إبراهيم
  - المدبلج اللبناني:
- بقبق (Bubbles)
  - مؤدي الصوت: ستيفن روت
  - المدبلج المصري: سيد الرومي
  - المدبلج اللبناني: ريتشارد ياني
- لب / لبة (Deb / Flo)
  - مؤدي الصوت: فيكي لويس

مارلين ودوري

  - المدبلجة المصرية: مروة عبد الغفار
  - المدبلجة اللبنانية:
- جاك (Jacques)
  - مؤدي الصوت: جو رانفت
  - المدبلج المصري: بطرس غالي
  - المدبلج اللبناني: شربل أيوب
- ناجي (Nigel)
  - مؤدي الصوت: جيوفري راش
  - المدبلج المصري: خالد الصاوي
  - المدبلج اللبناني:
- قائد سمك الأصبع
  - مؤدي الصوت: جون راتزنبرجر
  - المدبلج المصري: ناير ناجي
  - المدبلج اللبناني:
- كروات (Crush كراش)
  - مؤدي الصوت: أندرو ستانتون
  - المدبلج المصري: إبراهيم غريب
  - المدبلج اللبناني: شربل أيوب
- أستاذ راي (Mr. Ray)
  - مؤدي الصوت: بوب بيترسون
  - المدبلج المصري: رأفت ماهر لبيب
  - المدبلج اللبناني: جورج دياب
- بشّوش (Bruce بروس)
  - مؤدي الصوت: باري همفريز
  - المدبلج المصري: محمد الشرشابي
  - المدبلج اللبناني: شربل أيوب
- مرساة (Anchor)
  - مؤدي الصوت: إريك بانا
  - المدبلج المصري: مفيد عاشور
  - المدبلج اللبناني:
- مرجانة (Coral كارول)
  - مؤدي الصوت: إليزابيث بيركنز
  - المدبلج المصري: رشا أبو الريش
  - المدبلج اللبناني: سيلينا شويري
- طبيب الأسنان (Dr. Philip Sherman)
  - مؤدي الصوت: بيل هنتر
  - المدبلج المصري: أيمن عبد الرحمن
  - المدبلج اللبناني: شادي شمص

## أصوات نسخة العربية الفصحى
- فؤاد شمص - مرلين
- أسمهان البيطار - دوري
- شادي شمص - كراش، طبيب الأسنان
- شربل أيوب - جاك، بروس
- هادي بيضون - نيمو
- رالين داغر - بيرل، ديب، سكويرت
- سيلينا شويري - كورال، شيلدون، دارلا
- جيهان الملا - بيتش
- رنا الرفاعي - تاد
- جورج أبو سلبي - نيغل
- ريتشارد ياني - شوم، بابلز، والد شيلدون
- حسن مهدي - غرغل، والد بيرل
- سمير معلوف - جيل، والد تاد
- جورج دياب - الأستاذ ري، الأستاذ جوانسن، سخام، جيرالد

## وصلات خارجية
- موقع ديزني الرسمي
- البحث عن نيمو على موقع IMDb (الإنجليزية)
- البحث عن نيمو على موقع ميتاكريتيك (الإنجليزية)
- البحث عن نيمو على موقع الموسوعة البريطانية (الإنجليزية)
- البحث عن نيمو على موقع روتن توميتوز (الإنجليزية)
- البحث عن نيمو على موقع ألو سيني (الفرنسية)
- البحث عن نيمو على موقع Turner Classic Movies (الإنجليزية)
- البحث عن نيمو على موقع أول موفي (الإنجليزية)
- البحث عن نيمو على موقع بوكس أوفيس موجو (الإنجليزية)
- البحث عن نيمو على موقع فيلمافينيتي (الإسبانية)
- البحث عن نيمو على موقع قاعدة بيانات الأفلام السويدية (السويدية)

| سبقه المخطوفة | أوسكار - أفضل فيلم صور متحركة 2003 | تبعه العظماء |